# Felipe Guzmán
Felipe de Jesús Guzmán Hernández (ur. 17 października 1967) – meksykański zapaśnik w stylu wolnym. Olimpijczyk z Atlanty 1996, gdzie zajął dwudzieste miejsce w kategorii 74 kg.
Trzykrotny uczestnik mistrzostw świata, jedenasty w 1994 roku.
Zdobył srebrny medal na Igrzyskach Panamerykańskich w 1991; czwarty w 1995 roku. Dwa medale na mistrzostwach panamerykańskich, złoto w 1993. Srebro na Igrzyskach Ameryki Środkowej i Karaibów w 1993 roku.